# John Cassidy
John Richard Cassidy (Calgary, 9 giugno 1947) è un ex cestista canadese.

## Carriera
Con il Canada ha disputato i Giochi olimpici di Montréal 1976 e due edizioni dei Campionati mondiali (1970, 1978).